# Stockdale (Schiff, 2009)
Die USS Stockdale ist ein Kriegsschiff der United States Navy. Der Lenkwaffenzerstörer gehört der Arleigh-Burke-Klasse an und trägt die Schiffskennung DDG-106. Namenspatron ist Vizeadmiral James Stockdale, der in Vietnam gekämpft hat und insgesamt 26 Mal ausgezeichnet wurde.

## Geschichte
DDG-106 wurde 2002 in Auftrag gegeben. Die Kiellegung des Zerstörers fand im August 2006 statt, Bauwerft ist Bath Iron Works. Der Stapellauf fand Anfang 2008 statt, die Schiffstaufe am 10. Mai. Taufpatin war Stockdales Enkelin, Elizabeth Eiseman Stockdale. Die Übergabe an die US Navy fand Ende 2008 statt, die Indienststellung am 18. April 2009 in Port Hueneme, Kalifornien. Die USS Stockdale wurde im Pazifik stationiert.
Im Dezember 2010 begann die erste Einsatzfahrt der Zerstörers in den Nahen Osten. Dort operierte die USS Stockdale im Rahmen der National Missile Defense und an der Seite des Flugzeugträgers USS Carl Vinson.
Im Jahr 2024 ist die Stockdale in San Diego stationiert. Im November 2024 wehrte sie bei einer Durchfahrt durch den Bab al-Mandab gemeinsam mit der Spruance und mit Flugzeugen der US Air Force und Navy mehrere angreifende Einweg-Kampfdrohnen und gegen Seeziele gerichtete ballistische Raketen und Marschflugkörper ab.